# Скрин (Мит)
Скрин (англ. Skryne; ирл. An Scrín) — деревня в Ирландии, находится в графстве Мит (провинция Ленстер). Население деревни порядка 1400 человек, площадь 44 квадратных километра. Деревня известна местным гэльским футбольным клубом.